# Örményországi népszámlálások
A Szovjetunió felbomlását követő első népszámlálást 2001. október 10–19-e között tartották meg Örményországban és az örmény Nemzeti Statisztikai Hivatal végezte. A népszámlálás éjszakája október 10-én volt. Az Örmény Parlament 1999-ben elfogadta a népszámlálásról szóló törvényt, azonban a kormánynak akkor még nem állt rendelkezésére az azonnali végrehajtáshoz szükséges költségvetési összeg. Népszámlálás az örmény törvények szerint tízévente tartandó (hasonlóképp, mint Magyarországon).
Az örmény többségi társadalom mellett hagyományosan az azeri népesség volt a második legnagyobb az Örmény Szovjet Szocialista Köztársaság alatt (1989-ben körülbelül 2,5%). Azonban a szomszédos Azerbajdzsánnal a vitatott hovatartozású Hegyi-Karabah miatti ellenségeskedés következtében gyakorlatilag minden azeri emigrált az országból. Ezzel párhuzamosan Örményországba nagyszámú örmény menekült érkezett Azerbajdzsánból, ezzel is növelve az ország népességének homogenizálóját. Ez az erőteljes népességkicserélődés érintette továbbá az Azerbajdzsánban élő udi nyelvet beszélő keresztény udikat is: a két nép kultúrája közötti szoros kötelék miatt egy részük örménynek tartotta magát. Az országban 1989-ben még csak 19 udi élt, míg 2006-ra számuk majd kétszázra nőtt.
A függetlenség kikiáltása óta számos egyéb etnikai csoport emigrált az országból, különösen az oroszok (akik száma az 1989-es 51 555 főről 14 660-ra csökkent 2001-re), ukránok (8341 fő 1989-ben, 1633 2001-ben), görögök (4650 fő 1989-ben, 1176 2001-ben) és belaruszok (1061 fő 1989-ben, 160 2001-ben). A jeziditák, kurdok és asszírok száma viszonylag nem változott, azonban hozzávetőlegesen 2000 asszír hagyta el az országot 1989 és 2001 között. A grúzok száma 1989 és 2001 között megfelelődött.

## Népszámlálások az Örmény Szovjet Szocialista Köztársaságban
| Év   | Összesen  | Város             | Vidék             | Örmények          | Azeriek         | Oroszok       | Jezediták/kurdok | Ukránok     | Asszírok    | Görögök     | Grúzok       | Belaruszok   | Egyéb         |
| ---- | --------- | ----------------- | ----------------- | ----------------- | --------------- | ------------- | ---------------- | ----------- | ----------- | ----------- | ------------ | ------------ | ------------- |
| 1926 | 878 929   | 165 908 (18,8%)   | 713 021 (81,1%)   | 743 571 (84,5%)   | 83 181 (9,4%)   | 19 548 (2,2%) | 15 262 (1,7%)1   | 2826 (0,3%) | 2215 (0,3%) | 2980 (0,3%) | 274 (0,03%)  | 360 (0,04%)  | 10 927 (1,2%) |
| 1939 | 1 282 338 | N/A               | N/A               | 1 061 997 (82,8%) | 130 896 (10,2%) | 51 464 (4%)   | 20 481 (1,5%)    | 5496 (0,4%) | 3280 (0,2%) | 4181 (0,3%) | 652 (0,05%)  | 458 (0,03%)  | 3433 (0,2%)   |
| 1959 | 1 763 048 | N/A               | N/A               | 1 551 610 (88%)   | 107 748 (6,1%)  | 56 477 (3,2%) | 25 627 (1,4%)    | 5593 (0,3%) | 4326 (0,2%) | 4976 (0,2%) | 816 (0,04%)  | 805 (0,04%)  | 9396 (0,5%)   |
| 1970 | 2 491 873 | 1 481 532 (59,4%) | 1 010 341 (40,5%) | 2 208 327 (88,6%) | 148 189 (5,9%)  | 66 108 (2,6%) | 37 486 (1,5%)    | 8390 (0,3%) | 5544 (0,2%) | 5690 (0,2%) | 1439 (0,05%) | 1179 (0,04%) | 9521 (0,3%)   |
| 1979 | 3 037 259 | 1 992 539 (65,7%) | 1 038 208 (34,3%) | 2 724 975 (89,7%) | 160 841 (5,2%)  | 70 336 (2,3%) | 50 822 (1,6%)    | 8900 (0,2%) | 6183 (0,2%) | 5653 (0,1%) | 1314 (0,04%) | 1183 (0,03%) | 7052 (0,2%)   |
| 1989 | 3 304 776 | 2 229 540 (67,8%) | 1 058 137 (32,2%) | 3 083 616 (93,3%) | 84 860 (2,5%)   | 51 555 (1,5%) | 56 127 (1,6%)    | 8341 (0,2%) | 5963 (0,1%) | 4650 (0,1%) | 1364 (0,04%) | 1061 (0,03%) | 7239 (0,2%)   |

1 Az 1926-os népszámláláskor a jezeditákat és a kurdokat külön számolták, a későbbiekben viszont már együtt.

## Népszámlálások az Örmény Köztársaságban
| Év   | Összesen  | Város             | Vidék             | Örmények          | Jezediták     | Oroszok       | Asszírok     | Ukránok      | Kurdok       | Görögök      | Grúzok      | Egyéb        |
| ---- | --------- | ----------------- | ----------------- | ----------------- | ------------- | ------------- | ------------ | ------------ | ------------ | ------------ | ----------- | ------------ |
| 2001 | 3 213 011 | 2 066 153 (64,3%) | 1 146 858 (35,7%) | 3 145 354 (97,9%) | 40 620 (1,2%) | 14 660 (0,4%) | 3409 (0,1%)  | 1633 (0,05%) | 1519 (0,04%) | 1176 (0,03%) | N/A         | 4640 (0,1%)  |
| 2011 | 3 018 854 | 1 911 287 (63,3%) | 1 107 567 (36,7%) | 2 961 801 (98,1%) | 35 308 (1,1%) | 11 911 (0,3%) | 2769 (0,09%) | 1176 (0,03%) | 2162 (0,07%) | 900 (0,02%)  | 617 (0,02%) | 1734 (0,05%) |

## Fordítás
- Ez a szócikk részben vagy egészben  a   Census in Armenia című angol Wikipédia-szócikk ezen változatának fordításán alapul.  Az eredeti cikk szerkesztőit annak laptörténete sorolja fel. Ez a jelzés csupán a megfogalmazás eredetét és a szerzői jogokat jelzi, nem szolgál a cikkben szereplő információk forrásmegjelöléseként.